# Anopheles pholidotus
Anopheles pholidotus är en tvåvingeart som beskrevs av Thomas J. Zavortink 1973. Anopheles pholidotus ingår i släktet Anopheles och familjen stickmyggor. Inga underarter finns listade i Catalogue of Life.